# بسکومصر
بسکومصر (انگلیسی: BiscoMisr) شرکت صنایع غذایی مصری است، که در سال ۱۹۹۹ تأسیس شد.